# Wescley
Wescley Gomes dos Santos (ur. 11 października 1991 w Rio de Janeiro) – brazylijski piłkarz występujący na pozycji pomocnika.

## Kariera piłkarska
Junior CR Flamengo, Madureira EC i Atlético Mineiro. W ostatnim z tych klubów rozpoczynał seniorską karierę, zadebiutował także w Campeonato Brasileiro Série A 30 października 2010 roku w przegranym 0:2 spotkaniu z Botafogo FR. Z Atlético Mineiro był wypożyczany do Democrata FC, Vila Nova FC, Red Bull Brasil, Ipatinga FC, Associação Chapecoense de Futebol, Santa Cruz FC, Ceará SC i Associação Ferroviária de Esportes. W tym okresie, jako piłkarz Ceará SC, triumfował w Copa do Nordeste. W 2017 roku został zakupiony przez Vissel Kobe. W J1 League rozegrał 13 spotkań, debiutując 4 marca 2017 roku w wygranym 2:1 spotkaniu z Albirexem Niigata. W 2018 roku grał na wypożyczeniu w Ceará SC, a rok później przeszedł do tego klubu na zasadzie transferu definitywnego. W 2021 roku grał na wypożyczeniu w EC Juventude. Ogółem w swojej karierze rozegrał 78 spotkań w Campeonato Brasileiro Série A. W 2022 roku został zawodnikiem Gol Gohar Sirjan FC. W Persian Gulf Pro League rozegrał 15 meczów, debiutując 18 sierpnia 2022 roku w zremisowanym 0:0 spotkaniu z Mes Rafsanjan FC. Po zakończeniu sezonu opuścił zespół.

## Statystyki ligowe
| Sezon     | Klub                              | Liga                          | Mecze | Gole |
| --------- | --------------------------------- | ----------------------------- | ----- | ---- |
| 2010      | Atlético Mineiro                  | Campeonato Brasileiro Série A | 1     | 0    |
| 2012      | Vila Nova FC                      | Campeonato Brasileiro Série C | 11    | 2    |
| 2013      | Vila Nova FC                      | Campeonato Brasileiro Série C | 16    | 4    |
| 2014 (w)  | Associação Chapecoense de Futebol | Campeonato Brasileiro Série A | 1     | 0    |
| 2014      | Santa Cruz FC                     | Campeonato Brasileiro Série B | 27    | 7    |
| 2015      | Ceará SC                          | Campeonato Brasileiro Série B | 28    | 1    |
| 2016      | Ceará SC                          | Campeonato Brasileiro Série B | 28    | 7    |
| 2017      | Vissel Kobe                       | J1 League                     | 13    | 0    |
| 2018      | Ceará SC                          | Campeonato Brasileiro Série A | 11    | 3    |
| 2019      | Ceará SC                          | Campeonato Brasileiro Série A | 15    | 0    |
| 2020      | Ceará SC                          | Campeonato Brasileiro Série A | 20    | 1    |
| 2021      | EC Juventude                      | Campeonato Brasileiro Série A | 28    | 1    |
| 2022 (w)  | Ceará SC                          | Campeonato Brasileiro Série A | 2     | 0    |
| 2022/2023 | Gol Gohar Sirjan FC               | Persian Gulf Pro League       | 15    | 0    |